# Syncopatio
Syncopatio ist eine historische Bezeichnung für das musikalisch-rhythmische Gestaltungsmittel der Synkope. Eingeführt wurde der lateinische Ausdruck in diesem Sinne 1613 von Johannes Nucius anstelle des älteren Ausdrucks Syncopa.
In der Tradition der Figurenlehre wurde die Syncopa bzw. Syncopatio unterschiedlich kommentiert und katalogisiert.
Christoph Bernhard verwendet Syncopatio in einer engeren Bedeutung für die Synkopendissonanz samt ihrer Vorbereitung. In diesem Sinne hatte zuvor bereits Joachim Burmeister Syncopa definiert.
Andere Theoretiker des 17. und 18. Jahrhunderts sprechen eine Beziehung zwischen Syncopatio und Dissonanz entweder nicht ausdrücklich an, oder nennen sowohl die Möglichkeit einer Syncopatio ohne, als die einer mit Synkopendissonanz.